# Iberus gualtieranus carthaginiensis
La serrana cartagenera (Iberus gualtieranus carthaginiensis) es un gasterópodo terrestre de la familia Helicidae, endémico del sureste de la península ibérica y característico de Cartagena.

## Hábitat
Es una especia autóctona de la península ibérica. Normalmente habita en terrenos secos o entre plantas del monte bajo. Durante el verano suele hacer la estivación.

## Distribución
Es una especie endémica de la península ibérica que se distribuye en el sureste de la misma.

## Posición taxonómica
Durante años, ha sido considerada como una especie independiente, con el nombre Iberus carthaginiensis, aunque muy cercana a Iberus gualtieranus. No obstante, el estatus taxonómico de I. carthaginiensis ha sido siempre controvertido, y diversos autores la han considerado como una subespecie de I. gualtieranus. Seguramente, el estudio más rigurosos sobre ambos taxones es el de Ejejalde et al. (2005); según el mismo, existe una zona de hibridación que conecta ambos taxones en la naturaleza y la posibilidad de obtener híbridos fértiles en condiciones de laboratorio; dichos datos, junto al análisis del ADN mitocondrial sugieren que I. carthaginiensis es una subespecie de I. gualtieranus y por tanto el nombre correcto debe ser Iberus gualtieranus carthaginiensis.
La misma opinión tiene Moreno-Rueda (2011) que considera que I. gualtieranus posee una gran variabilidad con dos morfotipos extremos, no solo I. gualtieranus gualtieranus e I. gualtieranus alonensis,  sino  también  a  las  subespecies  I. g. carthaginiensis, I. g. campesinus,  I. g. mariae  e I. g. ornatissimus; las diferencias morfológicas entre las subespecies serían debidas a la adaptación a diferentes hábitats.

## Gastronomía
Iberus gualtieranus carthaginiensis está considerado un manjar en las zonas de España donde habita, como la Región de Murcia; es mucho más apreciado que otros caracoles comestibles (Helix aspersa, Otala punctata, etc.); como plato típico se añade al arroz con conejo.